# Matilde Díaz
Matilde Díaz (San Bernardo, 29 de noviembre de 1924-Bogotá, 8 de marzo de 2002) fue una cantante de música colombiana. Junto con su esposo, el compositor y director de orquesta Lucho Bermúdez, difundió la música colombiana por todo el continente, siendo la primera mujer en Colombia que hacía parte de una orquesta profesional y en obtener éxito y notoriedad fuera del país.

## Biografía
Aunque nació en San Bernardo, Cundinamarca, ella siempre declaró que era nativa de Icononzo, Tolima en donde transcurrió su niñez. Su carrera profesional en la música la inició desde niña cuando conformó un dúo con su hermana Elvira, el cual alcanzó notoriedad cuando la familia se trasladó a vivir a Bogotá y se presentaron en programas musicales en la Radio Mundial, la Voz de Bogotá, la Voz de la Víctor, en la Radio Nacional y en el Teatro Municipal, apoyadas por músicos como el maestro Wiston Miranda, cantando bambucos y pasillos.
Cuando Elvira contrae matrimonio y su esposo no acepta que siga cantando, Matilde continúa por su cuenta su carrera y en 1944, cuando se ganó un concurso de talento, llama la atención del maestro Lucho Bermúdez quien la vincula a su orquesta, siendo la primera mujer en asumir esa posición en el país, por lo cual inicialmente se le atribuyó la nacionalidad mexicana para apaciguar las habladurías, pues además Matilde estaba casada con Alberto Figueroa, quien no apoyaba del todo su carrera. En 1945 viajó a Buenos Aires y allí grabaron un disco, iniciando así una descollante carrera internacional que duró dos décadas.
Después de separarse de su primer marido, Matilde se casó con el maestro Bermúdez, unión que duró 18 años durante los cuales tuvieron una hija, Gloria María, y constituyeron una dupla artística que consiguió un gran éxito continental, difundiendo los aires musicales de la costa caribeña colombiana, particularmente porros, gaitas, cumbias y boleros. 
Matilde Díaz se retiró formalmente de la vida artística profesional después de su tercer matrimonio (1964), con Alberto Lleras Puga, hijo del expresidente Alberto Lleras Camargo y su esposa Berta Puga de Lleras. Esta unión causó una gran conmoción en los altos círculos de la sociedad colombiana que en ese entonces era muy cerrada, aparte de que no miraba con buenos ojos la participación de la mujer en el mundo del espectáculo. Tal vez por ese motivo solo regresó a los escenarios en ocasiones especiales. 
Murió de cáncer en 2002.